# Thalassoma bifasciatum
Thalassoma bifasciatum là một loài cá biển thuộc chi Thalassoma trong họ Cá bàng chài. Loài này được mô tả lần đầu tiên vào năm 1791.

## Từ nguyên
Từ định danh bifasciatum trong tiếng Latinh có nghĩa là "hai dải sọc" (bi: "hai" + fasciatum: "có sọc"), hàm ý đề cập đến hai dải sọc màu đen sau đầu màu xanh lam của cá đực trưởng thành.

## Phạm vi phân bố và môi trường sống
T. bifasciatum có phạm vi phân bố rộng rãi ở Tây Bắc Đại Tây Dương. Từ vùng bờ biển phía nam Hoa Kỳ, loài cá này được ghi nhận trên hầu hết bờ biển vịnh México, mở rộng phạm vi đến khắp chuỗi đảo Antilles và biển Caribe, trải dài đến bờ biển Venezuela và Trinidad và Tobago; xa nhất về phía bắc có mặt ở Bermuda.
T. bifasciatum sống gần các rạn san hô viền bờ và trong các thảm cỏ biển ở độ sâu đến 40 m.

## Mô tả

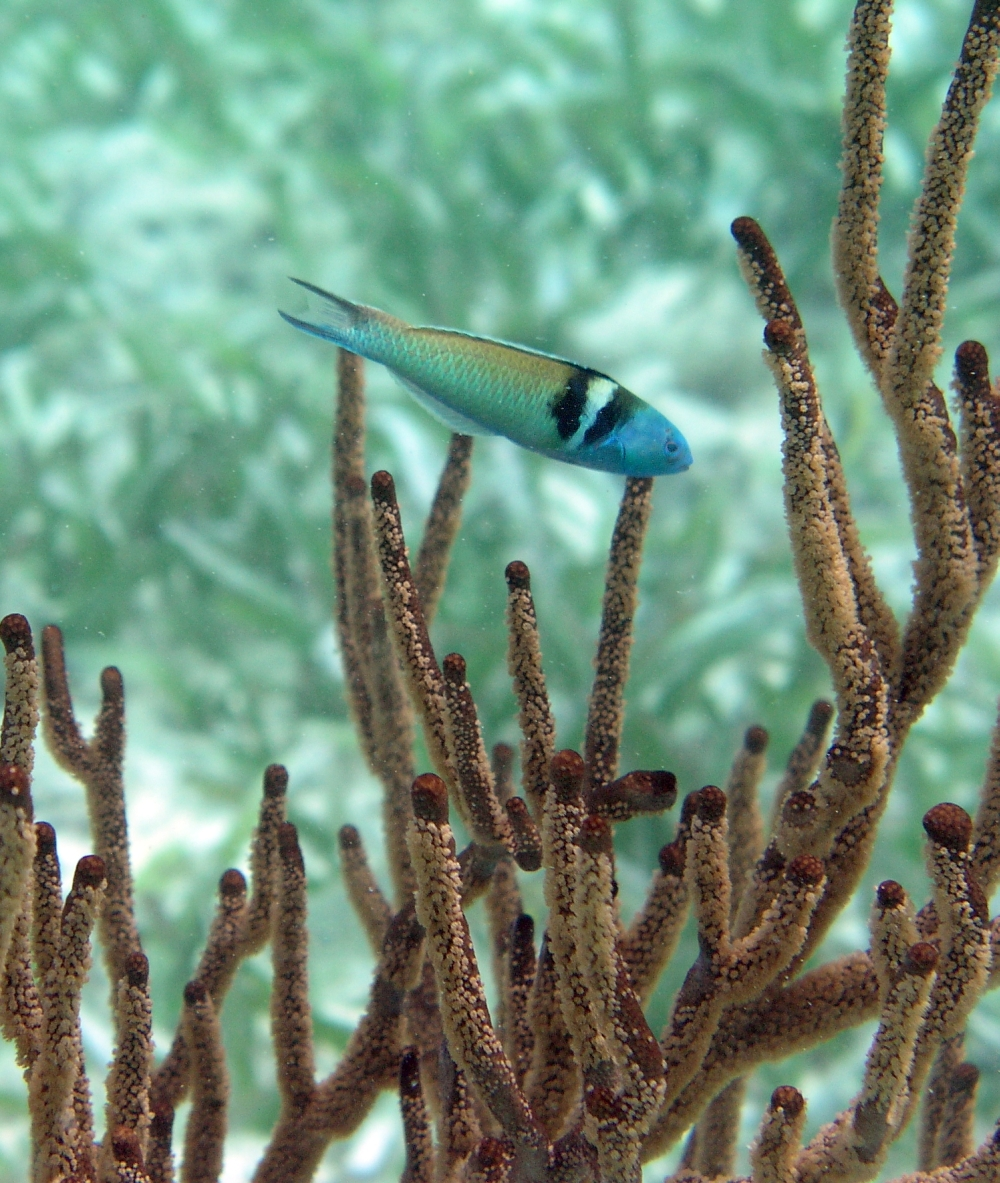
Cá đực trưởng thành

T. bifasciatum có chiều dài cơ thể tối đa được ghi nhận là 25 cm. Giai đoạn cá bột kéo dài từ 33 đến 64 ngày.
Cá đực trưởng thành có đầu màu xanh lam óng với thân màu xanh lục lam với hai dải đen sau đầu, được ngăn cách bởi một dải trắng xanh. Vây đuôi có viền đen ở hai thùy. Cá con có sọc đen dọc theo đường bên; lốm đốm đỏ nhạt trên đầu. Ở cá con sống trên các rạn san hô, vùng thân trên sọc đen này có màu vàng, còn những cá thể con sống gần bờ lại có màu trắng ở vùng thân này; thân dưới sọc đen có màu trắng ở cả hai. Cá đực đang phát triển và cá cái (giai đoạn trung gian) có màu sắc như cá con, nhưng sọc đen được ngắt thành các đốm sẫm màu hoặc rất mờ.
Cá đực trưởng thành có thể thay đổi màu sắc cơ thể từ xanh lục sáng sang màu sang trắng đục. Màu xanh lục sáng hiện rõ khi T. bifasciatum tỏ ra hung hãn và rượt đuổi những loài cá khác, còn màu trắng đục xuất hiện khi chúng đang tán tỉnh với những con cá cái và trong quá trình sinh sản. Vì vậy, màu sắc cơ thể cho thấy "ý định" của cá trong vài giây tới.
Số gai ở vây lưng: 8; Số tia vây ở vây lưng: 12 - 13; Số gai ở vây hậu môn: 3; Số tia vây ở vây hậu môn: 10 - 11.

## Sinh thái và hành vi

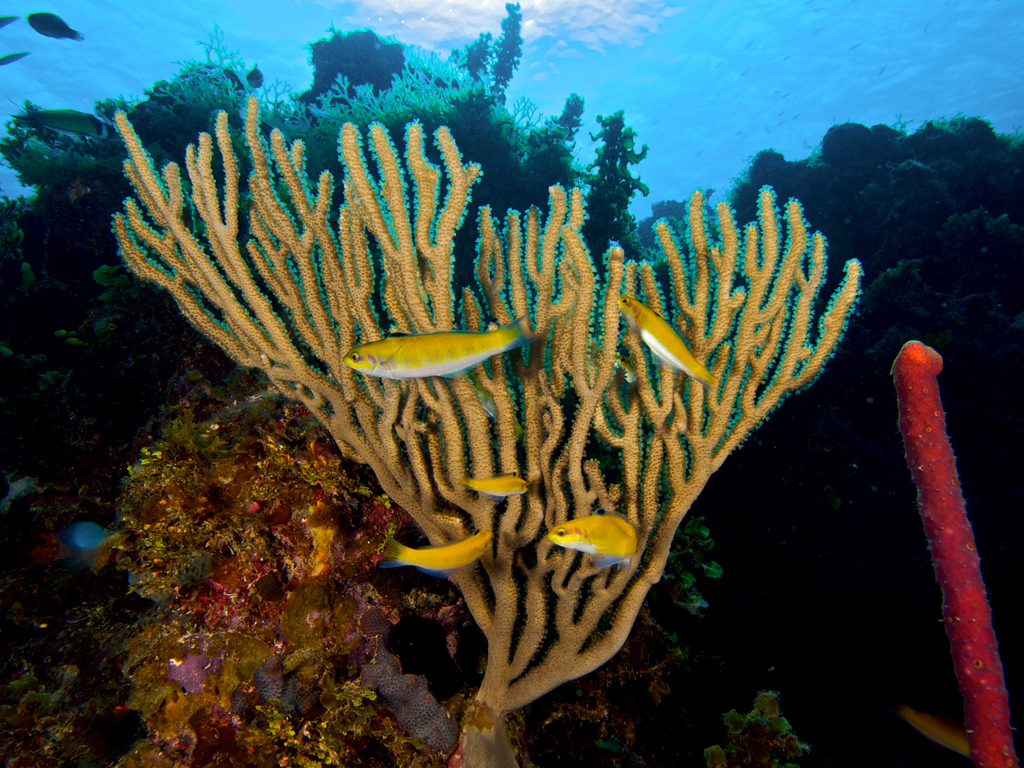
T. bifasciatum đang phát triển (giai đoạn trung gian)

### Thức ăn
Thức ăn của T. bifasciatum chủ yếu là các loài thủy sinh không xương sống, bao gồm cả động vật da gai (như sao biển), động vật thân mềm và giun nhiều tơ. Bên cạnh đó, T. bifasciatum còn được ghi nhận là ăn trứng của những loài cá khác.
T. bifasciatum chưa trưởng thành và cá con còn có hành vi "làm vệ sinh" cho những loài cá lớn hơn. Chúng ăn ký sinh và mô chết trên da và vảy, cũng như bên trong mang và miệng của loài cá rạn san hô khác.

### Sinh sản
Hành vi sinh sản ở T. bifasciatum diễn ra quanh năm. Tuy nhiên, sinh sản hầu như chỉ xảy ra trong khoảng thời gian trăng tròn, và ít được quan sát hơn là thời điểm trăng non.
Như hầu hết các loài Thalassoma khác, cá đực và cá cái ở giai đoạn trung gian tập hợp thành nhóm lớn và bắt đầu phóng trứng và tinh trùng. Sinh sản theo cặp cũng được quan sát ở loài này. Ngoài ra, cá đực trưởng thành có xu hướng lập cho riêng mình một vùng lãnh thổ cùng với bầy cá cái trong hậu cung của nó. Cá đực thực hiện hành vi sinh sản lần lượt với từng con cá cái trong bầy, tương tự như sinh sản theo cặp.

### Chuyển đổi giới tính
Cũng như những loài cùng chi, T. bifasciatum là một loài lưỡng tính tiền nữ (protogynous hermaphrodite), nghĩa là tất cả cá con đều phải trải qua giai đoạn trung gian là cá cái trước khi biến đổi hoàn toàn thành cá đực. Nếu cá đực đầu đàn biến mất, con cá cái lớn nhất trong bầy sẽ chuyển giới thành cá đực.
Ký sinh Kudoa ovivora có thể được tìm thấy trong buồng trứng của T. bifasciatum cái, làm giảm khả năng sinh sản của cá cái và ảnh hưởng đến sự thay đổi giới tính của chúng. Dữ liệu khảo sát cho thấy, sự thay đổi giới tính ở T. bifasciatum cái bị nhiễm ký sinh K. ovivora diễn ra sớm hơn và ở kích thước nhỏ hơn so với những con cá cái không bị nhiễm ký sinh.

## Thương mại
T. bifasciatum được xem là một loài cá cảnh, và là một trong những loài đứng đầu danh sách xuất khẩu ở Florida và Puerto Rico.